# Bellulia suffusa
Bellulia suffusa là một loài bướm đêm thuộc họ Erebidae. Nó được tìm thấy ở Thái Lan.
Sải cánh dài 11–12 mm. Cánh trước màu hơi nâu, cánh sau màu nâu hơi xám.